# Hasina Jalal
Hasina Jalal (persa: حسینه جلال) es una defensora de los derechos de las mujeres y la democracia en Afganistán. En 2014, Jalal fue elegida por votación popular para recibir el Premio N-Peace de la Oficina Regional de Asia Pacífico del PNUD y el Asesor Especial del Secretario General de las Naciones Unidas para la Universidad para la Paz. Fue cofundadora y directora ejecutiva de la Asociación Nacional de la Sociedad Civil de Afganistán (NAACS) y de la primera alianza de mujeres del sur de Asia sobre los Derechos Económicos, Sociales y Culturales de las Mujeres (SAFA) en Sri Lanka. Jalal trabajó en el gobierno afgano como líder del equipo de investigación y experta en políticas en el Palacio Presidencial y como asesora de políticas del Ministro y Director de Diseño de Programas y Dirección de Coordinación de Donantes en el Ministerio de Minas y Petróleo del Gobierno de Afganistán.

## Trayectoria
Jalal es hija de Massouda Jalal, primera candidata presidencial de Afganistán y exministra de Asuntos de la Mujer, y de Faizullah Jalal, ex profesor de Derecho y Ciencias Políticas y vicerrector de la Universidad de Kabul.
Habla con fluidez persa, pastún, inglés, turco, azerí, hindi/urdu y se defiende en los idiomas punjabi, árabe y uzbeko.
Hasina Jalal obtuvo su licenciatura en economía con especialización en ciencias políticas en la Jamia Millia Islamia (JMI), una Universidad Central de la India, como becaria del Indian Council for Cultural Relations (ICCR). Antes de incorporarse a la Universidad JMI, estudió economía en la Universidad de Kabul durante un año académico. Tiene una Maestría en Administración de Empresas de la Universidad Americana de Afganistán como becaria de USAID y una Maestría en Estudios de la Mujer y de Género de la Universidad del norte de Iowa como becaria del Programa Fulbright. Jalal realizó estudios de posgrado en la Escuela de Servicio Exterior de la Universidad de Georgetown y ha cursado su doctorado en Asuntos Públicos e Internacionales en la Escuela de Posgrado de Asuntos Públicos e Internacionales de la Universidad de Pittsburgh. También ha recibido varias becas, incluidas la Beca Elinor Ostrom, la Escuela de Servicio Exterior de la Universidad de Georgetown y el Centro de Gobernanza y Mercados.
Jalal ha establecido y gestionado varias organizaciones de la sociedad civil en Afganistán y en la región del sur de Asia. En 2012 fue cofundadora y directora ejecutiva de la Asociación Nacional de la Sociedad Civil de Afganistán (NAACS) y de la primera alianza de mujeres del sur de Asia sobre los Derechos Económicos, Sociales y Culturales de las Mujeres (SAFA) en Sri Lanka.
Jalal ha trabajado en el gobierno de Afganistán como Jefa de Equipo de Investigación y Experta en Políticas en el Palacio Presidencial/Oficina Administrativa del Presidente de Afganistán, donde dirigió un equipo de investigadores, realizó investigaciones orientadas a la formulación de políticas y presentó conclusiones y recomendaciones al anterior Presidente de Afganistán. También trabajó como Asesora Política del Ministro y Directora de la Dirección de Diseño de Programas y Coordinación de Donantes en el Ministerio de Minas y Petróleo del Gobierno de Afganistán. En este puesto, gestionó las iniciativas y programas financiados por la ayuda extranjera a los sectores del petróleo, el gas y la minería de Afganistán, y asesoró al Ministro de Minas y Petróleo en materia de políticas. Además, Hasina ha enseñado economía en los estudios de Licenciatura en Administración de Empresas en varias universidades de Kabul.
Su trabajo en materia de igualdad de género, derechos humanos, empoderamiento de las mujeres y democracia ha sido reconocida con varios premios y distinciones regionales e internacionales: en 2012, las Asian Rural Women’s Coalitions (Coaliciones de Mujeres Rurales Asiáticas) (ARWC) le otorgaron el "Premio de honor a 100 mujeres asiáticas". En 2014, fue elegida por votación pública para recibir el Premio N-Peace de la Oficina Regional de Asia Pacífico del PNUD y Asesora Especial del Secretario General de las Naciones Unidas para la Universidad para la Paz. En 2016, recibió el premio "Global Women Leadership Award" de World-CSR, y en 2017, recibió el premio "World Super Achiever Award" del Congreso Mundial de Derechos Humanos. Hasina recibió el premio "Mujeres icónicas que crean un mundo mejor para todos" del Foro Económico de Mujeres en 2020, y en 2021, el público afgano votó para que fuera elegida como una de las "45 mujeres afganas más influyentes".